# Výtopa Rožmberka
Výtopa Rožmberka je přírodní rezervace západně od Staré Hlíny u Třeboně v okrese Jindřichův Hradec. Oblast spravuje Agentura ochrany přírody a krajiny ČR Správa CHKO Třeboňsko. Důvodem ochrany je rozlehlý komplex litorálních porostů rybníka Rožmberk a mokrých luk se vzácnými společenstvy.